# Lights and Shadows (chanson)
Pour l’article homonyme, voir Lights and Shadows.
Chansons représentant les Pays-Bas au Concours Eurovision de la chanson
Slow Down
(2016) Outlaw in 'Em
(2018)
Lights and Shadows (en français « Lumières et ombres ») est la chanson d'O'G3NE qui représentera les Pays-Bas au Concours Eurovision de la chanson 2017 à Kiev, en Ukraine.